# Scuola elementare Raffaello Sanzio
La Scuola elementare Raffaello Sanzio (o Scuola primaria Raffaello Sanzio) è una scuola primaria di Trento, inaugurata nel 1935. 
L'edificio è stato progettato dall'architetto Adalberto Libera, e all'interno sono presenti due murali del pittore Gino Pancheri.

## Storia
L'incarico fu conferito a Libera nel 1931, e l'edificio fu costruito fra 1932 e 1935, dove in precedenza sorgeva una caserma austriaca. Nel 1935 Pancheri realizzò i due murali, e lo stesso anno la scuola entrò in funzione.
L'edificio è stato restaurato fra 1996 e il 2000.

## Descrizione
La scuola si trova nel quartiere San Martino, fra il castello del Buonconsiglio e Torre Verde.
Il fronte è caratterizzato da cinque finestre tripartite.